# Speocirolana zumbadora
Speocirolana zumbadora là một loài chân đều trong họ Cirolanidae. Loài này được Botosaneanu, Iliffe & Hendrickson miêu tả khoa học năm 1998.